# Шлямбур

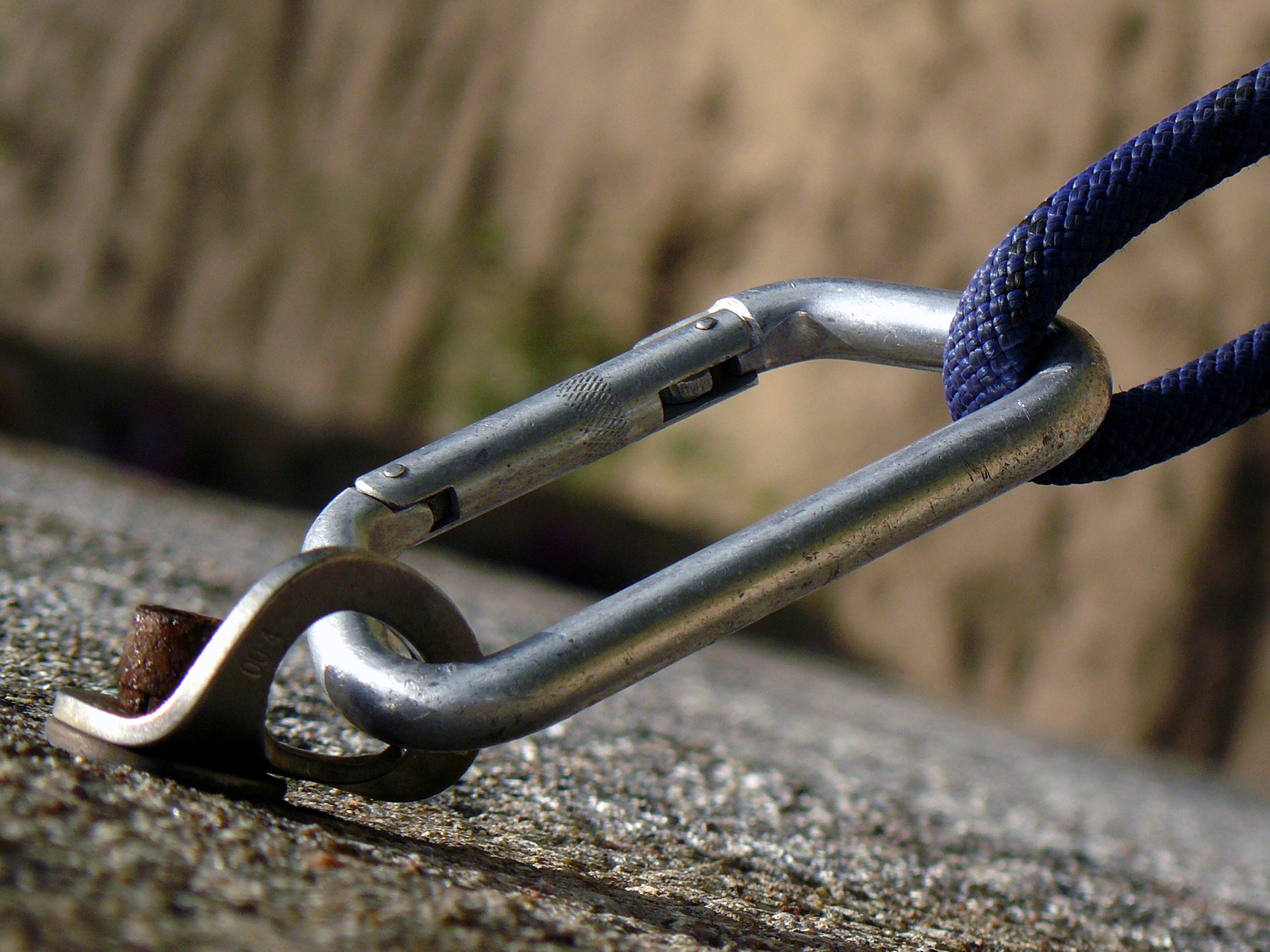
Шлямбур із карабіном, заклацнутим у провушину шлямбурного гака

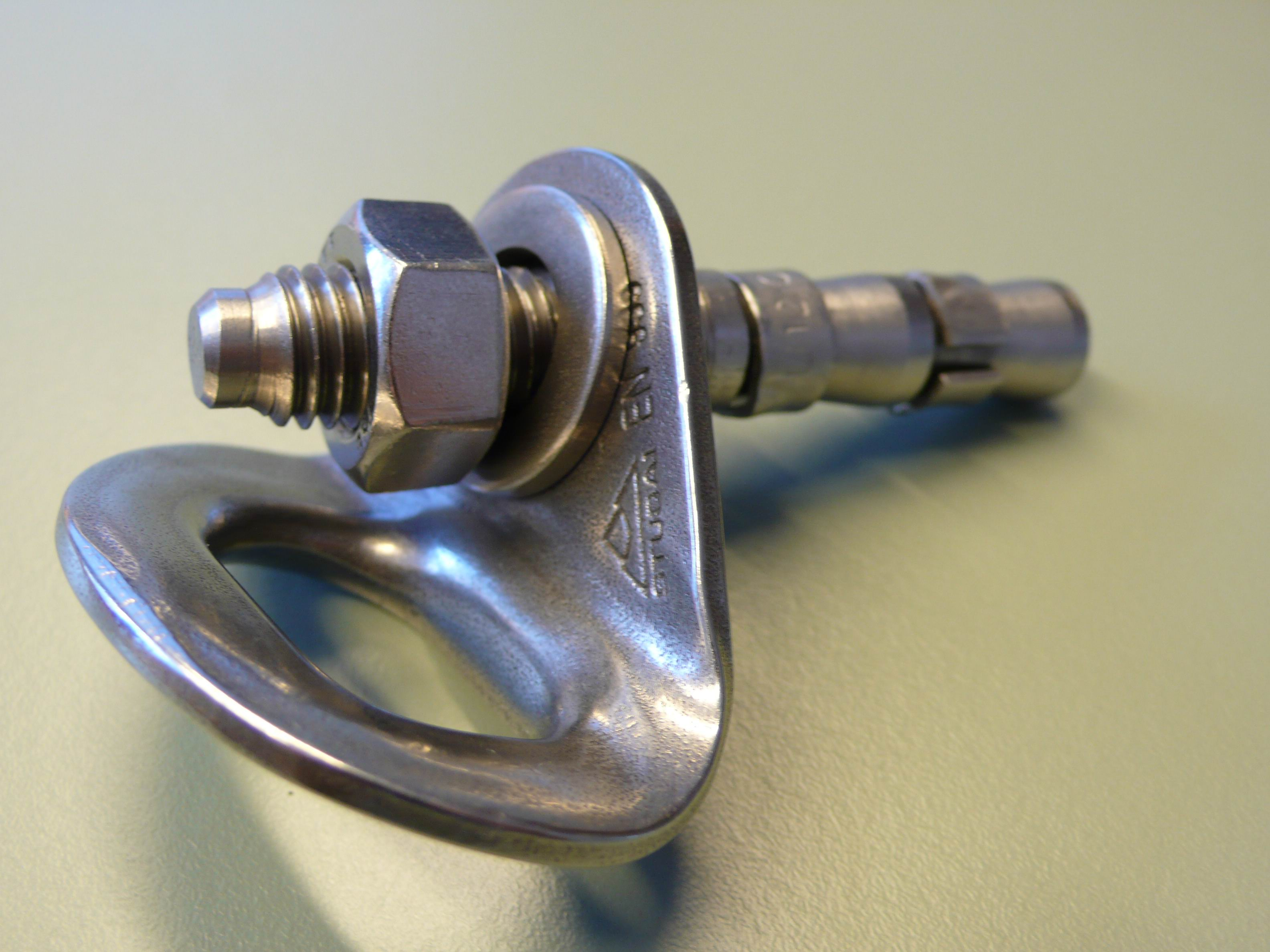
Багаторазовий шлямбур

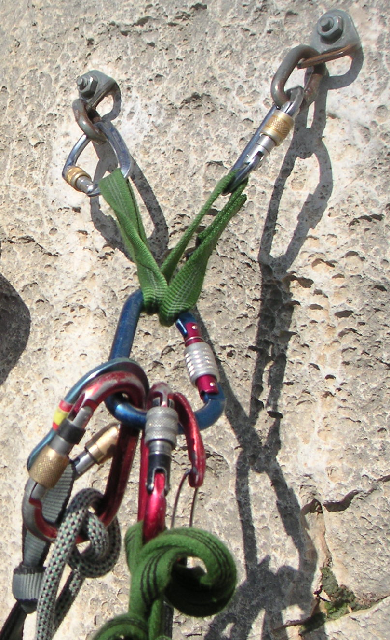
Організація страховки за допомогою шлямбура

Шля́мбур, Шлямбурний гак — альпіністське спорядження, призначене для організації точок страховки на скелях. На відміну від звичайних скельних гаків шлямбур забивається не в тріщину, а в моноліт.
При використанні шлямбурних гаків послідовність дій альпініста така:
1. Спочатку робиться отвір у скелі. Для пробивання отворів у стіні використовуються спеціальні пробійники.
2. Потім в отвір вставляється шлямбур із вушком на кінці і забивається молотком. При забиванні він розклинюється в стіні. Добре забитий шлямбур витримує навантаження близько 25 кН.

Шлямбурні гаки бувають одноразові і багаторазові. Багаторазові відрізняються від одноразових тим, що гак в стіні розклинюється за рахунок вкручування по різьбі болта. Відповідно, викручуючи болт, можна витягти крюк.
Використання шлямбурних гаків для організації проміжних точок опори в альпінізмі не вітається, оскільки порушується спортивний принцип вільного лазіння. Тому шлямбурні гаки використовуються переважно для організації страховки, в тому числі для ночівлі на стіні.
У скелелазінні шлямбурні гаки використовуються для підготовки трас у лазінні на важкість на природному рельєфі.

## Ресурси Інтернету
- Дискусія про використання шлямбурів на маршруті [Архівовано 19 грудня 2011 у Wayback Machine.] (рос.)